# Piotr Zajlich

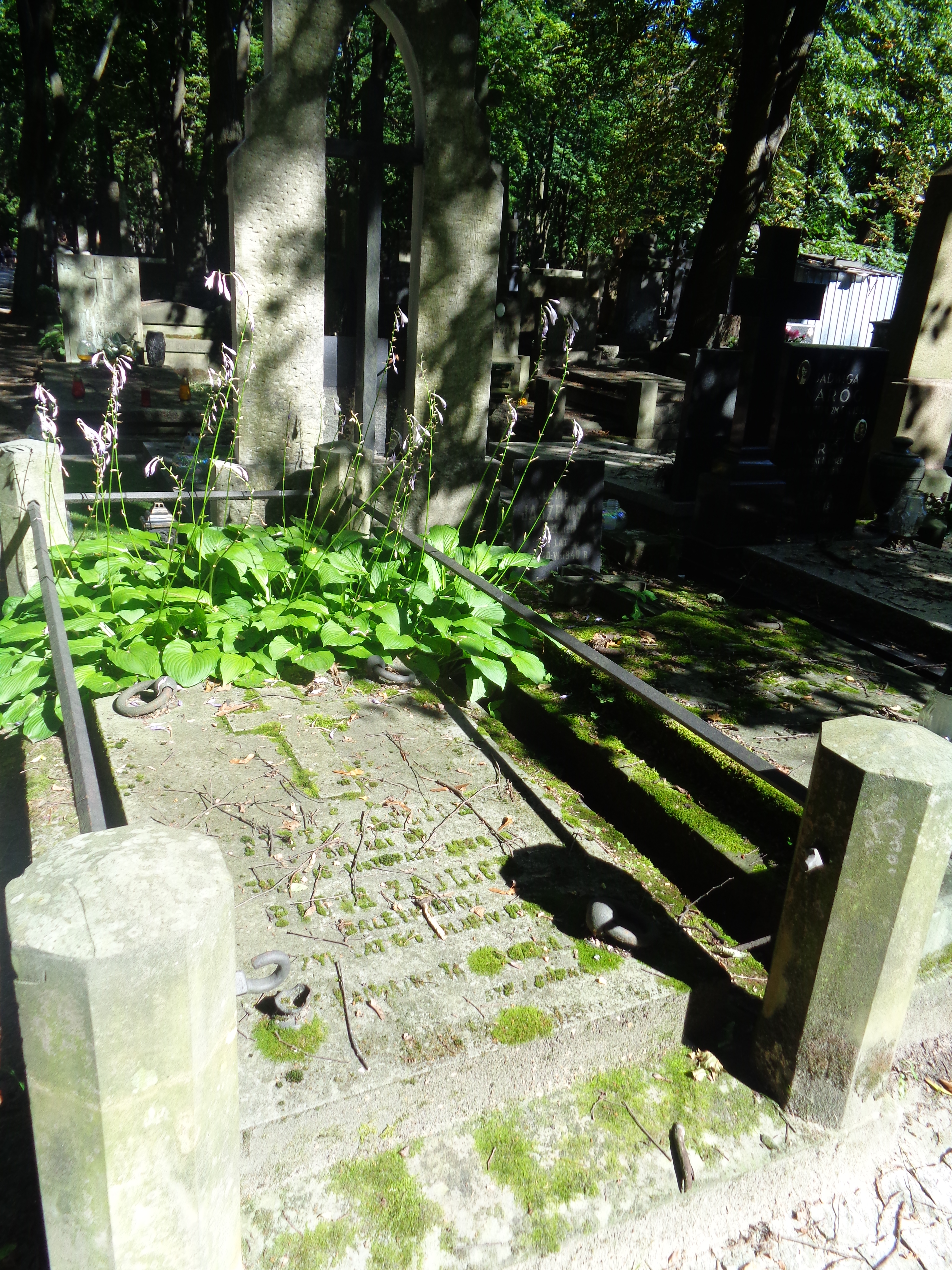
Grób Piotra Zajlicha na cmentarzu Powązkowskim w Warszawie

Piotr Zajlich (ur. 26 czerwca 1884 w Warszawie, zm. 18 kwietnia 1948 w Piasecznie k. Warszawy) – polski tancerz i choreograf.

## Życiorys
Uczęszczał do warszawskiej szkoły baletowej, gdzie był uczniem Jana Walczaka i Rafaela Grassiego. Występował między innymi z zespołem Siergieja Diagilewa i Anny Pawłowej. W latach 1917–1934 był dyrektorem baletu Teatru Wielkiego w Warszawie. Do jego najbardziej znanych inscenizacji zalicza się  Pana Twardowskiego Ludomira Różyckiego, Świteziankę Eugeniusza Morawskiego, Pieśni miłosne Hafiza Karola Szymanowskiego. Dyrektor warszawskiej szkoły baletowej.
Spoczywa na cmentarzu Powązkowskim w Warszawie (kwatera 74-4-1).

## Ordery i odznaczenia
- Złoty Krzyż Zasługi (12 lutego 1933)[4]